# Branson (Missouri)
Branson – miasto w Stanach Zjednoczonych, w stanie Missouri, w hrabstwie Taney.